# John Wick
John Wick är en amerikansk action-thrillerfilm från 2014, regisserad av David Leitch och Chad Stahelski. Huvudrollerna spelas av Keanu Reeves, Michael Nyqvist, Alfie Allen, Adrianne Palicki, Bridget Moynahan, Ian McShane och Willem Dafoe. 
Filmen hade premiär i USA den 24 oktober och i Sverige den 31 oktober 2014.

## Handling
John Wick är en före detta lönnmördare. Ett ryskt maffiagäng lett av Iosef Tarasov bryter sig in i Johns hus och dödar hunden som han fått av sin bortgångna fru. John ger sig ut på en jakt efter dessa män för att hämnas.

## Rollista (i urval)
- Keanu Reeves – John Wick
- Michael Nyqvist – Viggo Tarasov
- Alfie Allen – Iosef Tarasov
- Willem Dafoe – Marcus
- Dean Winters – Avi
- Adrianne Palicki – Ms. Perkins
- Bridget Moynahan – Helen Wick
- John Leguizamo – Aureilo[4]
- Ian McShane – Winston
- Lance Reddick – Charon
- Daniel Bernhardt – Kirill
- Bridget Regan – Addy
- Keith Jardine – Kuzma
- Thomas Sadoski – Jimmy
- David Patrick Kelly – Charlie
- Clarke Peters – Harry
- Kevin Nash – Francis
- Scott Tixier – Violinist